# Tadej Pogačar
Tadej Pogačar (Klanec, Komenda, 21 de septiembre de 1998) es un ciclista esloveno, miembro del equipo UAE Team Emirates XRG.
En 2019 se convirtió en el ciclista más joven en ganar una carrera por etapas del UCI WorldTour (máxima categoría del ciclismo profesional) al vencer en el Tour de California 2019 con solo 20 años. También ganó ese año tres etapas en la Vuelta a España 2019, en la que acabó tercero.
En 2020 se convirtió, tras Henri Cornet en 1904, en el segundo ciclista más joven de la historia en ganar el Tour de Francia, al proclamarse vencedor de la edición del Tour de Francia 2020 con 21 años, 11 meses y 30 días.
En 2021 se convirtió en el cuarto ciclista de la historia en ganar el Tour de Francia y el Giro de Lombardía el mismo año, tras Fausto Coppi (1949), Eddy Merckx (1971 y 1972) y Bernard Hinault (1979). Asimismo, se convirtió en el tercer ciclista de la historia en ganar el mismo año el Tour de Francia y dos monumentos, tras Coppi (en 1949 ganó Giro, Tour y dos monumentos) y Merckx (en 1972 ganó Giro, Tour y tres monumentos, en 1969 y 1971 ganó el Tour y tres monumentos, y en 1973 ganó Giro, Vuelta y dos monumentos).
En 2023, tras su victoria en el Tour de Flandes, se convierte en el sexto ciclista de la historia en haber vencido en tres monumentos diferentes y el Tour de Francia tras Fausto Coppi, Louison Bobet, Felice Gimondi, Eddy Merckx y Bernard Hinault. Asimismo, se convierte en el tercer ciclista en conquistar la carrera belga y el Tour de Francia tras el francés Bobet y el belga Merckx.
En 2024 se convierte en el primer ciclista en la historia en ganar dos Grandes Vueltas, dos Monumentos y el Campeonato Mundial de Ciclismo en una misma temporada.

## Carrera

### Inicios
Comenzó su carrera como ciclista en equipos semi-profesionales de Eslovenia en 2016, para pasar al ROG-Ljubljana en 2017, cuando participó en la principal carrera de su país, el Tour de Eslovenia, tuvo una destacada actuación en donde compitió contra ciclistas como Rafał Majka y Giovanni Visconti. Al año siguiente, fue cuarto en la misma carrera siendo superado por su compatriota Primož Roglič, el colombiano Rigoberto Urán y su otro compatriota Matej Mohorič. Unas semanas antes había ganado la general de la Carrera de la Paz en la República Checa. Dos meses después ganó el Tour del Porvenir en su edición de 2018. Estas victorias influyeron en su fichaje con el UAE Team Emirates hasta el final de la temporada 2023.  

### 2019

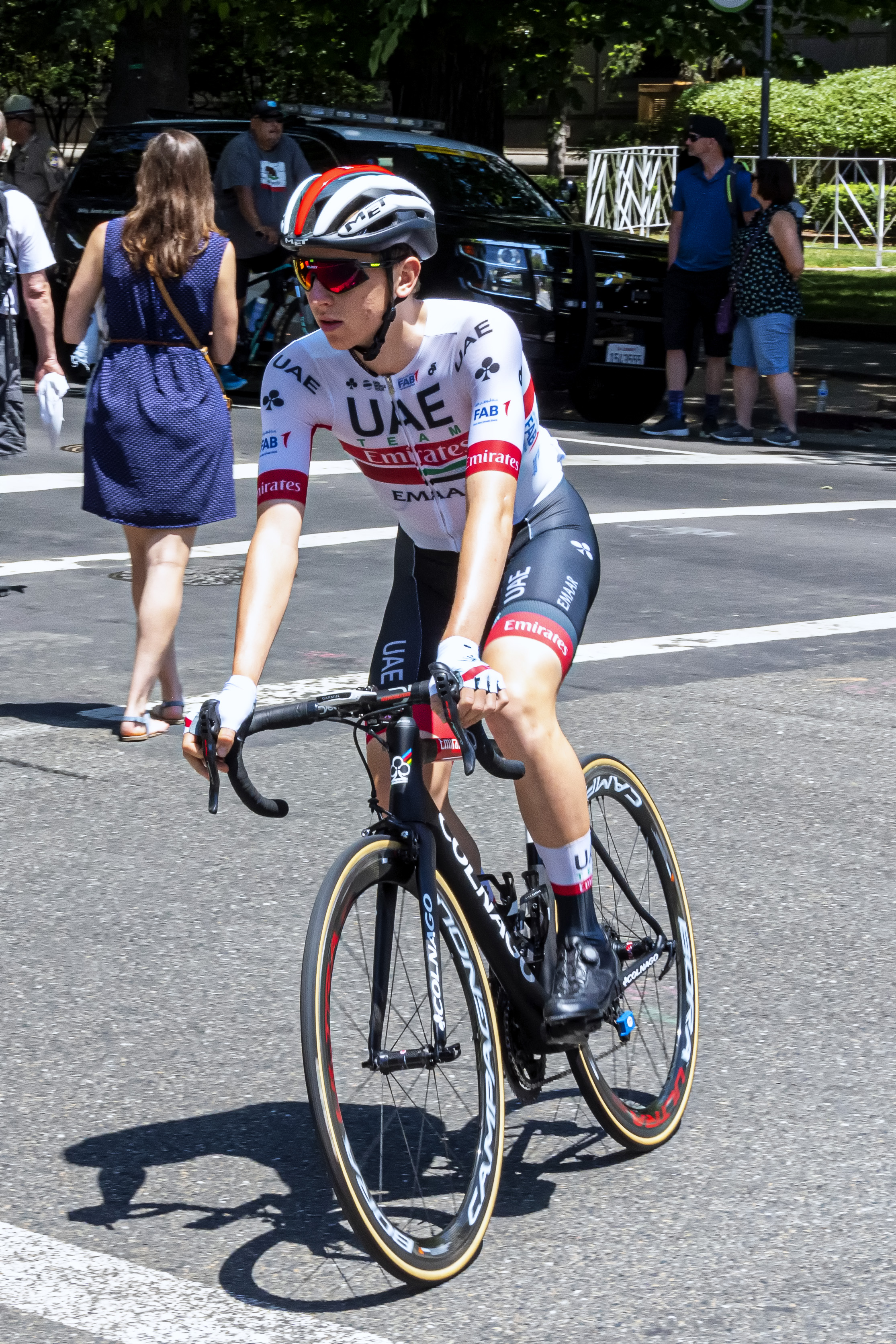
Tadej en el Tour de California 2019.

El esloveno se proclamó vencedor de la 45.ª edición de la Vuelta al Algarve 2019, en la cual obtuvo su primera victoria como profesional con los colores del UAE Team Emirates.
En mayo participó en la 14.ª edición del Tour de California en la cual ganó la etapa reina y obtuvo la clasificación general por delante de Sergio Higuita del EF Education First y el danés Kasper Asgreen del Deceuninck-Quick Step. En ese mismo año se proclamó con el Campeonato de Eslovenia de Ciclismo Contrarreloj.
En agosto de 2019 fue incluido en la lista de salida de la Vuelta a España 2019. Ganó dos etapas en la segunda semana de la Vuelta y estaba en una posición alta en la general al inicio de la tercera semana. Sin embargo, en la última semana Nairo Quintana y Miguel Ángel López progresaron en la montaña y le adelantaron en la clasificación, sacándole provisionalmente del podio. Tras una gran victoria de etapa en una escapada en solitario de 40 kilómetros en la penúltima etapa con final en la Sierra de Gredos, ganó suficiente tiempo sobre sus oponentes para enfundarse el jersey de mejor joven y ascender a la tercera posición del podio, que logró mantener tras la etapa final en Madrid.

### 2020

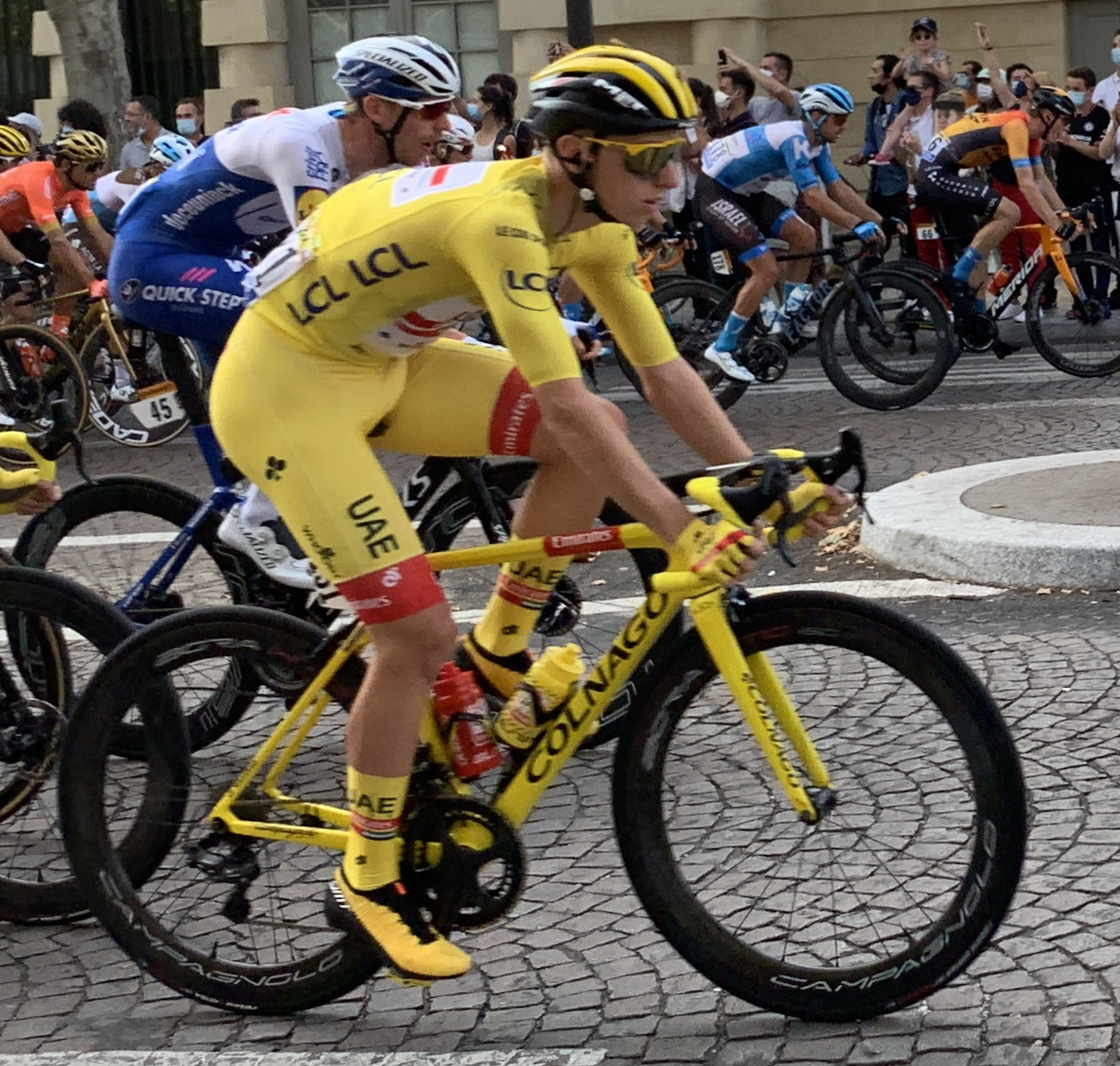
Pogačar con el maillot amarillo de líder durante la 21.ª etapa del Tour de Francia 2020, en París.

La temporada 2020 sería un momento de consolidación para el ciclista esloveno, que buscaba mejorar sus actuaciones en diferentes carreras de la máxima categoría.
En febrero dio apertura a su temporada participando en la 71.ª edición de la Vuelta a la Comunidad Valenciana, obteniendo 2 victorias de etapa y consagrándose campeón de la carrera. En ese mismo mes participó en el UAE Tour, dicha competición se celebraba en los Emiratos Árabes Unidos, en donde el equipo UAE Team Emirates eran locales de la competencia, pero una serie de problemas en el equipo y la falta de fuerzas, relegó al esloveno a finalizar la carrera en segunda posición, por detrás del británico Adam Yates, aunque logró conseguir una victoria de etapa en un sprint final venciendo al ciclista kazajo Alexey Lutsenko del Astana.
En junio se hizo presente en los campeonatos nacionales de Eslovenia para disputar las carreras de ruta y contrarreloj en la cual tuvo una destacada participación, ya que se proclamó vencedor de la prueba contrarreloj por delante de Primož Roglič y Jan Polanc. En la prueba de ruta quedó en segunda posición por detrás de Roglič, quien con su potente sprint en el último kilómetro logró desprenderse y coronarse campeón de aquella edición.
Se planificó su participación en el Tour de Francia, en principio para ayudar al jefe de filas del equipo, Fabio Aru. En la primera semana de la carrera perdió más de un minuto con la mayoría de favoritos en la 7.ª etapa a causa de los abanicos. En la segunda semana se convirtió en el líder indiscutible del equipo al ganar dos etapas de montaña: la 9.ª, con final en Laruns, y la 15.ª, con final en Grand Colombier, tras la que alcanzó el segundo lugar de la general, a un minuto del líder de la carrera, su compatriota Primož Roglič. En la penúltima etapa realizó una extraordinaria contrarreloj, en lo que fue considerada una actuación individual histórica  y ganó la etapa en La Planche des Belles Filles, consiguiendo una gran diferencia sobre sus rivales que le permitió convertirse en líder. El 20 de septiembre se convirtió en el segundo corredor más joven de la historia en ganar el Tour, por detrás de Henri Cornet, que ganó el Tour de Francia 1904 con 19 años. Consiguió también en esa edición ganar el Gran Premio de la montaña y la clasificación de los jóvenes.

### 2021

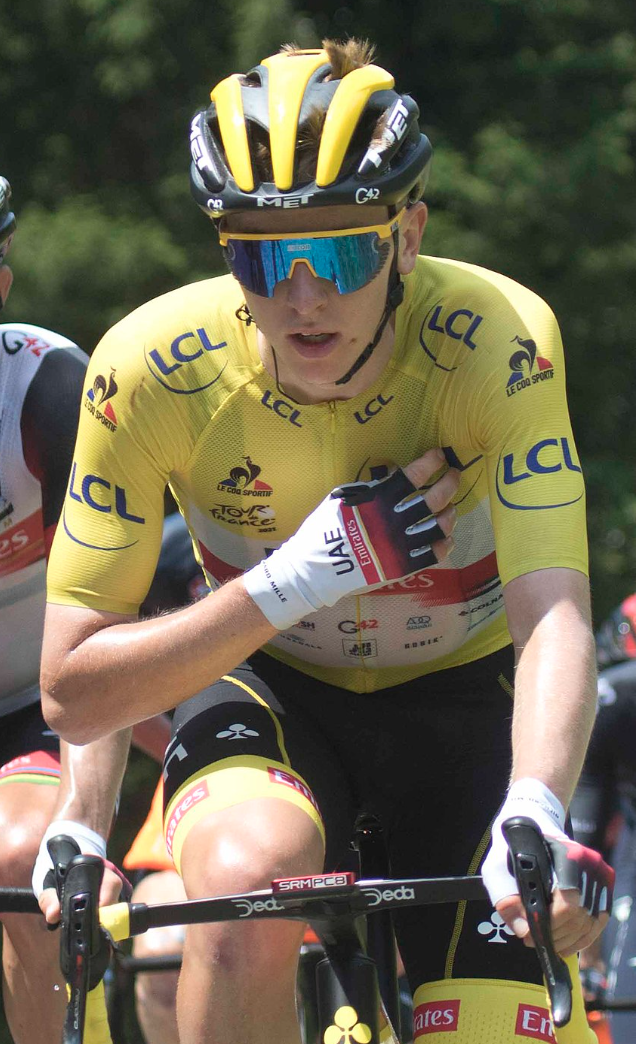
Pogačar con el maillot amarillo de líder durante la 14.ª etapa del Tour de Francia 2021.

Tadej empieza ganando el UAE Tour, la carrera del patrocinador del equipo. Continúa con un gran rendimiento en Tirreno-Adriático donde consigue la victoria en la general, queda tercero en la Vuelta al País Vasco donde gana una etapa y despide la primavera en las clásicas de las Ardenas. No puede competir en Flecha Valona por un caso positivo por Covid-19 en su equipo, pero sí gana su primer monumento, la Lieja-Bastoña-Lieja y se toma un tiempo de descanso y recuperación.
En su preparación para el Tour de Francia solo compite en la Tour de Eslovenia donde gana una etapa y la general, se presenta al Tour como vigente campeón y desde el principio empieza a acumular diferencias ante sus rivales. Igual que el año anterior, gana 3 etapas, el maillot de la montaña y la general del Tour de Francia. Una semana después compite en la carrera en ruta de los juegos olímpicos de Tokio consiguiendo la medalla de bronce para Eslovenia.
Renuncia a la Vuelta a España después de una temporada muy cargada, a pesar de haber anunciado su participación y participa en varias carreras de un día, donde disputa la carrera pero lejos de su mejor forma no consigue ganar hasta disputar el Giro de Lombardía donde vence escapado junto a Fausto Masnada, igualando el récord de Eddy Merckx, Bernard Hinault y Fausto Coppi como únicos corredores en vencer en el Tour y Lombardía en el mismo año.

### 2022

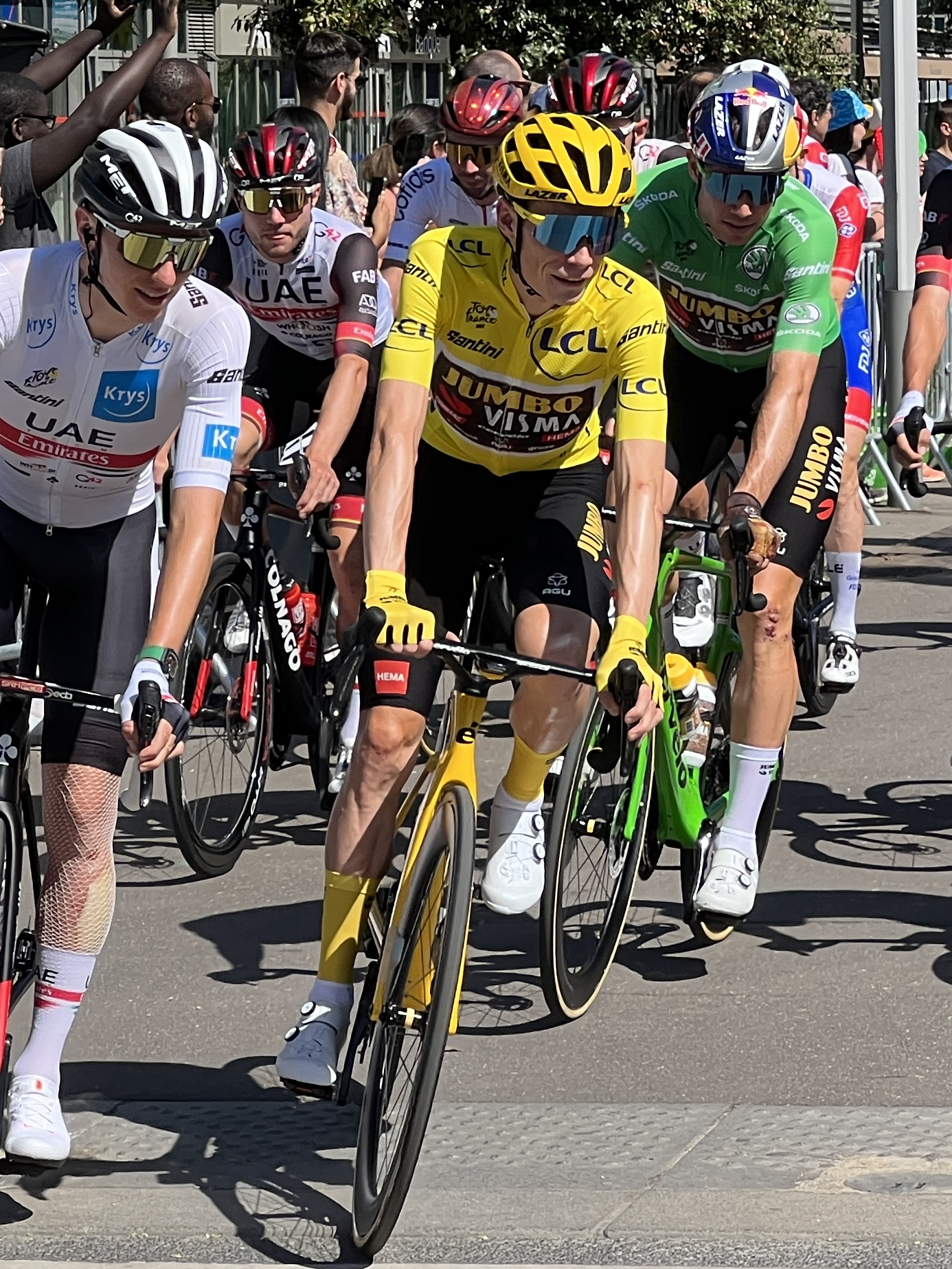
Étape 21 Tour France 2022 Terrasse Arche - Nanterre (FR92) - 2022-07-24 - 18 (cropped)

Comienza su temporada de la forma en la que lo venía haciendo en los últimos años con el UAE Tour, que vuelve a conquistar con un amplio dominio, luego, en marzo, se convierte en el primer ciclista ganador del Tour de Francia en imponerse en la Strade Bianche, días después por segundo año consecutivo gana la Tirreno Adriático, siendo el primer corredor en lograrlo tras los dos triunfos seguidos de Vincenzo Nibali entre 2012 y 2013.
Como preparación al Tour de Francia, decide modificar su calendario y prueba las clásicas de adoquín, participando en las competencias flamencas A Través de Flandes y el Tour de Flandes, teniendo resultados sorpresivos, incluso cerca del podio de una ellas, como lo fue en el Tour de Flandes terminando en el cuarto puesto.
Después de ganar dos años seguidos el Tour de Francia, quedó segundo detrás de Jonas Vingegaard con tres victorias de etapa, repitiendo la secuencia en parciales individuales como en 2020 y 2021.
Al cerrar su calendario, conquista el Gran Premio de Montreal derrotando a Wout van Aert luego de un embalaje apretado, poco después, por segundo año consecutivo, se hace con el Giro de Lombardía, que lo catapulta como el ganador del UCI Europe Tour y el UCI World Ranking, también por segundo año consecutivo en las dos clasificaciones anuales.

### 2023

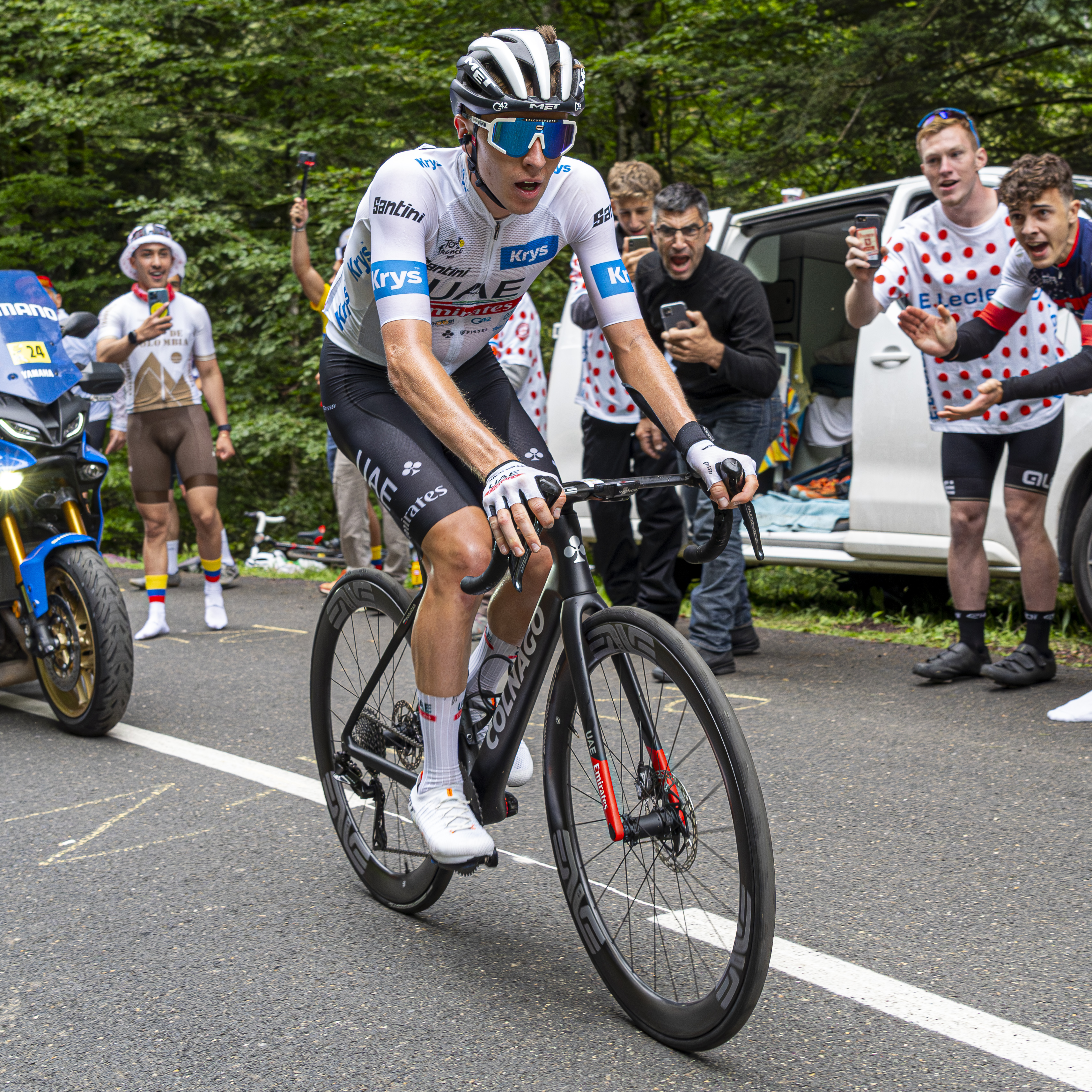
Pogačar durante el Tour de Francia de 2023.

Empieza la temporada 2023 venciendo la Clásica Jaén Paraíso Interior en febrero. En la semana siguiente gana tres de las cinco etapas de la Vuelta a Andalucía, conquistando también la clasificación general y la de los puntos. En marzo participa en la París-Niza, en la que ganó tres de las siete etapas, y la clasificación general, la de los puntos y la de los jóvenes, terminando segundo en la clasificación de la montaña. Viaja a Italia, donde termina en la cuarta plaza en el primer monumento de la temporada, la Milán-San Remo, que conquistó Mathieu van der Poel.
Termina el mes de marzo haciendo un tercer lugar en la clásica E3 Saxo Classic, ganada por Wout van Aert. En el mes de abril vuelve a los triunfos, conquistando el Tour de Flandes, tercer monumento diferente en su carrera, y en las clásicas de las Ardenas gana la Amstel Gold Race y la Flecha Valona. En la Lieja-Bastoña-Lieja, no acaba la carrera por una caída que le provoca varias fracturas en la muñeca izquierda.
Después de su accidente en el que se vio comprometida su muñeca izquierda, regresa a la competición en los campeonatos nacionales de su país, tomando las pruebas como preparación a corto plazo para el Tour de Francia. Ya en la ronda francesa, tiene una actuación destacada, tomando en cuenta el incidente físico que tuvo, finalizando nuevamente en la segunda posición detrás del ciclista danés Jonas Vingegaard y ganando dos etapas, también conquistó la clasificación de los jóvenes, lo que le permite ser el corredor que más veces ha ganado esta clasificación secundaria, con cuatro triunfos.
En el mes de agosto compite en el Mundial de ciclismo, en el cual termina en la tercera posición, por detrás de Mathieu van der Poel y Wout van Aert.
En el mes de octubre gana por tercera edición consecutiva el Giro de Lombardía, convirtiéndose en el segundo corredor menor de 25 años en ganar el monumento en tres ediciones seguidas, tras Alfredo Binda, con sus tres victorias entre 1925 y 1927.

### 2024

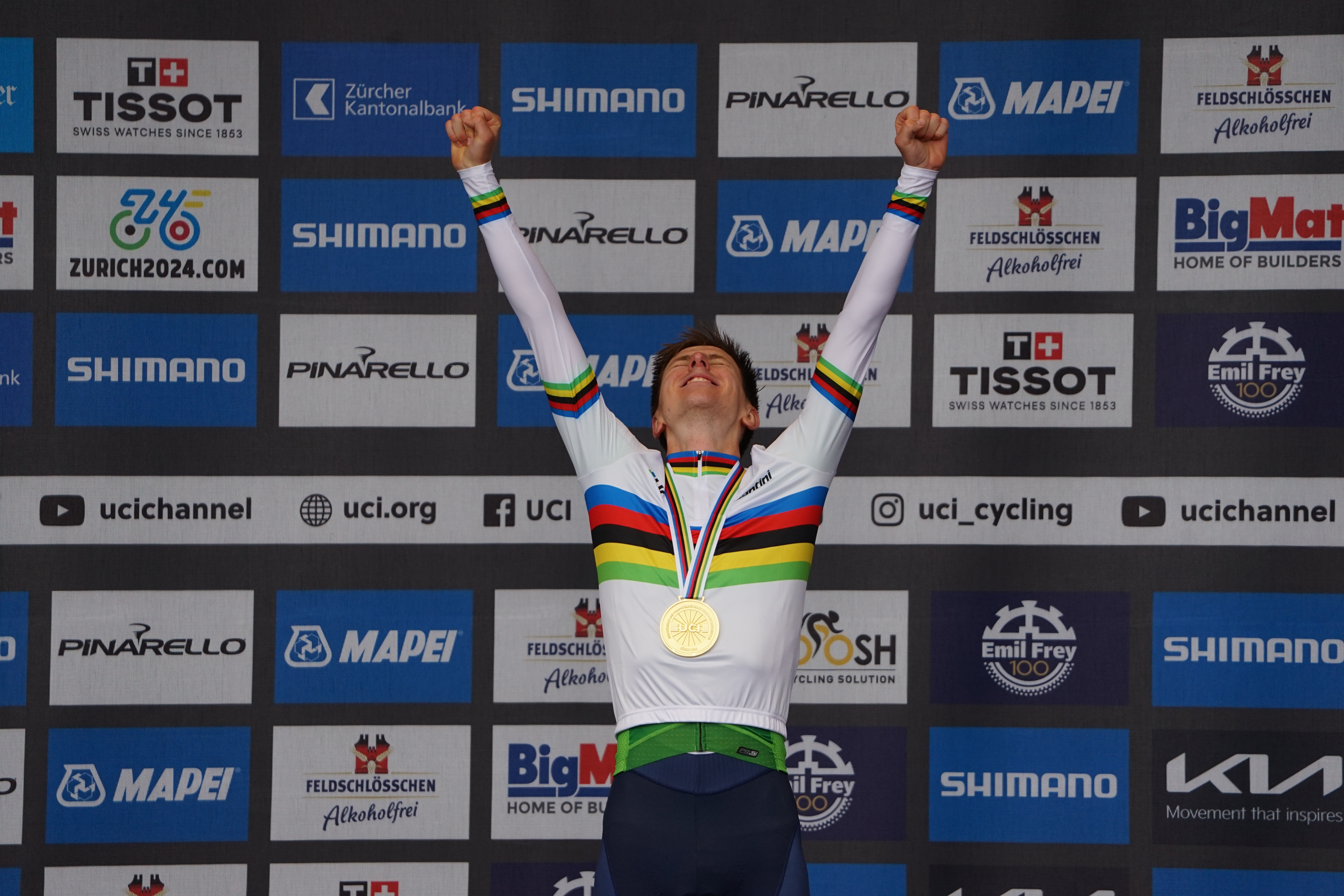
Pogačar celebrando su victoria en el Campeonato Mundial.

Empieza la temporada 2024 un poco más tarde de lo habitual con la intención de intentar el doblete Giro-Tour. Aun así debuta con victoria, por quinta temporada consecutiva, ganando la Strade Bianche. Posteriormente participa en la Milán-San Remo, con la intención de conquistar el monumento italiano por primera vez pero acaba 3.º tras Jasper Philipsen y Michael Matthews.
De cara a la preparación y con miras al doblete, hace su única vuelta por etapas, la Vuelta a Cataluña, la cual gana y además conquistando cuatro etapas. Posteriormente participa en la Lieja Bastoña Lieja de la que sale victorioso, superando a Romain Bardet y Mathieu van der Poel, ganando así su sexto monumento.
En el Giro de Italia aparte de ganar la clasificación general, se convierte en el segundo ciclista en la historia en debutar en dicha carrera ganando 6 etapas, tras Freddy Maertens en 1977, que ganó 7 etapas, también gana el maillot azul de la montaña.

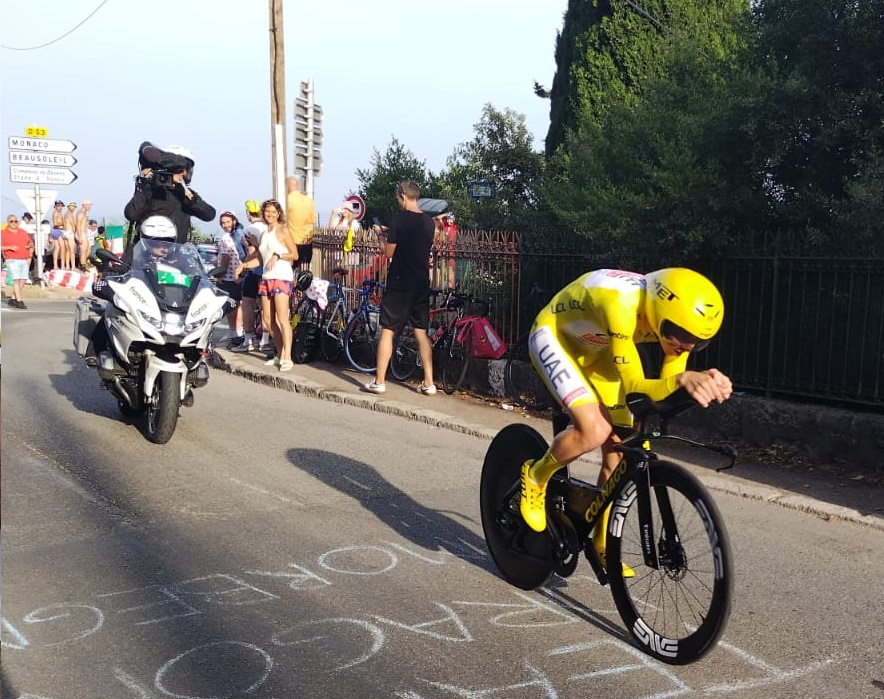
Tadej Pogačar Tour de France 2024 stage 21

Tras ganar el Giro de Italia, compite en el Tour de Francia, donde repite las mismas victorias de etapa logradas en el Giro, ganando 6 etapas y consagrándose en la clasificación general, convirtiéndose así en el primer ciclista en ganar el doblete Giro-Tour en el siglo XXI, el octavo de toda la historia en ganarlo y el primero en lograrlo desde que Marco Pantani ganó las dos grandes vueltas en 1998.
Después del Tour de Francia, decide renunciar a los Juegos Olímpicos, en parte, para descansar tras el Tour de Francia, pero también como protesta por la no inclusión de su pareja Urška Žigart en el equipo esloveno para las pruebas femeninas de ciclismo. Retoma la competición en Canadá con un séptimo puesto en el Gran Premio de Quebec y con la victoria en el Gran Premio de Montreal.
Añade a su palmarés el Campeonato Mundial disputado en Zúrich atacando en solitario a 100 km a meta. Este hecho le permite igualar a Eddy Merckx (1974) y Stephen Roche (1987), en ser los únicos ciclistas que han conseguido ganar Giro, Tour y el Campeonato Mundial de Ruta en un mismo año.
Tras el Campeonato Mundial, concluye la temporada con 2 victorias de prestigio en el Giro de Emilia y el Giro de Lombardía. Cerrando así una temporada prácticamente perfecta, donde únicamente no ganó el Gran Premio de Quebec (7.º) y la Milán-San Remo (3.º).
Al finalizar el año 2024, es galardonado con el premio de la Bicicleta de Oro, reconociendo los éxitos logrados a lo largo de la temporada, siendo la segunda vez que lo gana en su carrera, tras haberlo ganado en 2021.

### 2025
Para el año 2025, en una planificación en donde sus objetivos principales serán las clásicas de primavera y el Tour de Francia, Tadej inicia su temporada en el UAE Tour, regresando a la carrera emiratí, luego de más de 2 años, en donde vence en la clasificación general y además gana dos etapas, así: la etapa tres con final en el ascenso a Jebel Jais, y la séptima y última etapa con un contundente ataque a falta de 7,8 kilómetros para la meta. Posteriormente vuelve a la Strade Bianche para defender su título conseguido el año anterior, en donde tiene éxito en esa defensa y vuelve a consagrarse campeón, incluso tras haber sufrido una caída.

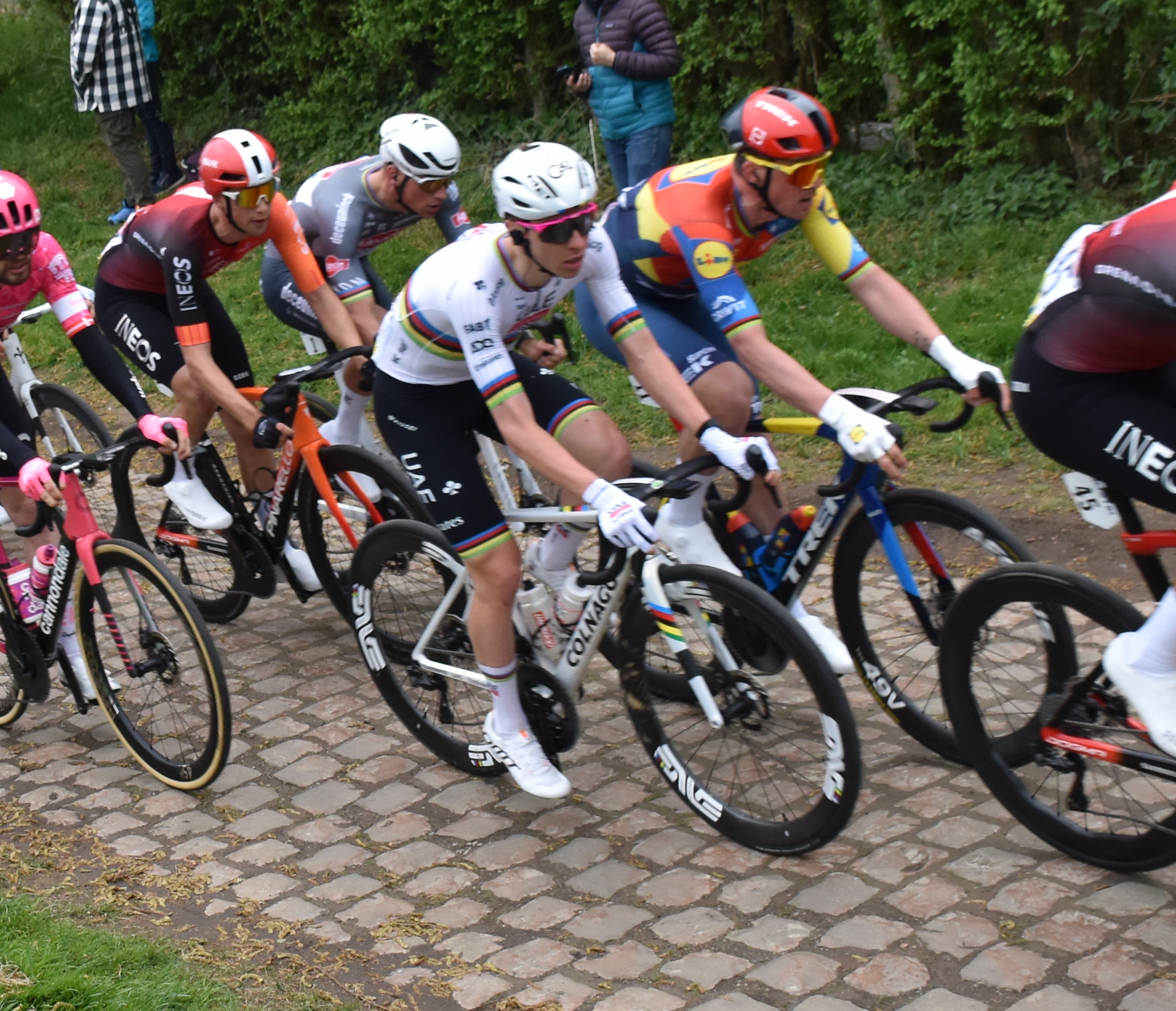
Matthieu Van der Poel N1 - vainqueur de Paris-Roubaix 2025

Después de su participación en la Strade Bianche, compite en la Milán-San Remo, en donde termina en el tercer lugar al igual que el año anterior, luego de este resultado, el junto a su equipo deciden agregar a su programa de carreras la París-Roubaix, lo que representaría un nuevo desafío para el, puesto que no es muy común que corredores que pesen menos de 70kg como en su caso y que además se enfocan principalmente en las clasificaciones generales de las grandes vueltas, corran en esa carrera. Antes de ello, regresa al Tour de Flandes en donde se lleva la victoria en un vibrante duelo ante Mads Pedersen, Mathieu van der Poel y Wout van Aert, unos días después, toma la salida en la París-Roubaix, siendo el primer corredor campeón vigente de un Tour de Francia en correr "el infierno del norte" desde Greg LeMond en 1991, para sorpresa de muchos, Pogačar finaliza la carrera en la segunda posición, tras un intenso duelo ante Mathieu van der Poel, en donde el esloveno se vio interrumpido por una caída en uno de los tramos finales adoquinados, ante este resultado, el corredor esloveno demostró que tiene la capacidad de ganar los cinco monumentos y que podría hacerlo en cualquier momento de su futura carrera.
Una semana después, compite en las clásicas de las Ardenas, en donde obtiene destacados resultados, como un segundo puesto en la Amstel Gold Race y ganando tanto la Flecha Valona, que ya había ganado en 2023, y además, de defender su título del año anterior con victoria en la Lieja-Bastoña-Lieja. Previo a su participación en el Tour de Francia, regresa al Critérium del Dauphiné, donde se impone en tres etapas: la jornada inicial con final en Montluçon, asumiendo como primer líder de la competencia, la sexta jornada en los Pirineos con llegada en solitario a Combloux, con más de un minuto de ventaja sobre Jonas Vingegaard, y la séptima jornada denominada "etapa reina" de la carrera, con tres puertos de montaña fuera de categoría, donde lanzó un nuevo ataque demoledor a 12 kilómetros de la meta, ingresando en solitario en Valmeinier. Tras cumplirse la octava y última fracción, se coronó campeón de la 77.ª edición; el podio lo completó el danés Jonas Vingegaard, segundo puesto, y el alemán Florian Lipowitz, tercer lugar.

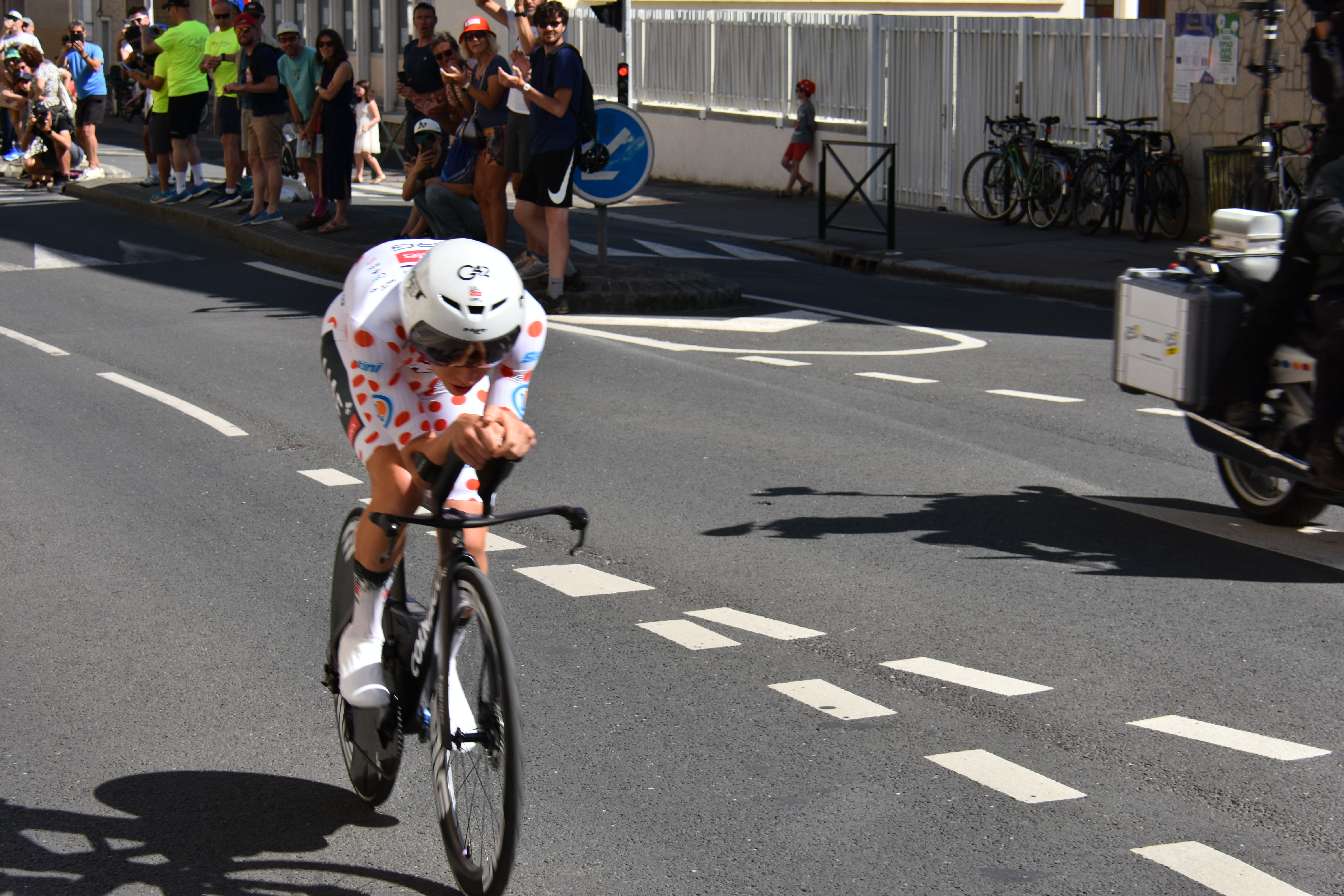
Tadej Pogačar lors du contre la montre de Caen

Inició su sexta participación consecutiva en el Tour de Francia; en el marco de la segunda jornada con 209,1 kilómetros, la más larga de esta edición de la Grande Boucle, se batió en el esprint final en Boulogne-sur-Mer, frente a Mathieu van der Poel, pero esta vez el neerlandés estuvo más fuerte y se quedó con la victoria. Se impuso en el esprint final de la cuarta jornada con llegada en Ruan, superando esta vez a Mathieu van der Poel, segundo lugar, y a Jonas Vingegaard, tercer puesto. Con esta nueva victoria alcanzó un hito de 100 triunfos en su carrera como profesional. Tuvo un desempeño excepcional en la contrarreloj individual de la quinta fracción en Caen; con un tiempo de 36'58", logró la segunda plaza, superado solamente por el campeón mundial y olímpico de la modalidad, el belga Remco Evenepoel. Con el resultado recuperó el maillot amarillo del líder. Logró su doblete en la séptima jornada con final al esprint en Mûr-de-Bretagne, tras un destacado trabajo de su compañero el ecuatoriano Jhonatan Narváez; el podio del día lo completó Jonas Vingegaard, segundo lugar, y Oscar Onley, tercer puesto.

## Palmarés
| 2018 - Gran Premio Priessnitz Spa, más 1 etapa - 2.º en el Campeonato de Eslovenia Contrarreloj - Tour del Porvenir - Giro del Friuli Venezia Giulia - Trofeo Gianfranco Bianchin 2019 - Vuelta al Algarve, más 1 etapa - Tour de California, más 1 etapa - Campeonato de Eslovenia Contrarreloj - 3.º en la Vuelta a España, más 3 etapas y clasificación de los jóvenes 2020 - Vuelta a la Comunidad Valenciana, más 2 etapas - 1 etapa del UAE Tour - 2.º en el Campeonato de Eslovenia en Ruta - Campeonato de Eslovenia Contrarreloj - Tour de Francia , más 3 etapas, clasificación de la montaña y clasificación de los jóvenes 2021 - UAE Tour, más 1 etapa - Tirreno-Adriático, más 1 etapa - 1 etapa de la Vuelta al País Vasco - Lieja-Bastoña-Lieja - Tour de Eslovenia, más 1 etapa - 3.º en el Campeonato de Eslovenia Contrarreloj - Tour de Francia , más 3 etapas, clasificación de la montaña y clasificación de los jóvenes - 3.º en los Juegos Olímpicos en Ruta - Giro de Lombardía - UCI World Ranking - UCI Europe Tour 2022 - UAE Tour, más 2 etapas - Strade Bianche - Tirreno-Adriático, más 2 etapas - Tour de Eslovenia, más 2 etapas - 2.º en el Tour de Francia, más 3 etapas y clasificación de los jóvenes - Gran Premio de Montreal - Tres Valles Varesinos - Giro de Lombardía - UCI World Ranking - UCI Europe Tour | 2023 - Clásica Jaén Paraíso Interior - Vuelta a Andalucía, más 3 etapas - París-Niza, más 3 etapas - Tour de Flandes - Amstel Gold Race - Flecha Valona - Campeonato de Eslovenia Contrarreloj - Campeonato de Eslovenia en Ruta - 2.º en el Tour de Francia, más 2 etapas y clasificación de los jóvenes - 3.º en el Campeonato Mundial en Ruta - Giro de Lombardía - UCI World Ranking - UCI Europe Tour 2024 - Strade Bianche - Volta a Cataluña, más 4 etapas - Lieja-Bastoña-Lieja - Giro de Italia , más 6 etapas y clasificación de la montaña - Tour de Francia , más 6 etapas - Gran Premio de Montreal - Campeonato Mundial en Ruta - Giro de Emilia - Giro de Lombardía - UCI World Ranking - UCI Europe Tour 2025 - UAE Tour, más 2 etapas - Strade Bianche - Tour de Flandes - Flecha Valona - Lieja-Bastoña-Lieja - Critérium del Dauphiné, más 3 etapas - Tour de Francia , más 4 etapas y clasificación de la montaña |

## Resultados

### Grandes Vueltas
| Carrera | Carrera         | 2017 | 2018 | 2019 | 2020 | 2021 | 2022 | 2023 | 2024 | 2025 |
| ------- | --------------- | ---- | ---- | ---- | ---- | ---- | ---- | ---- | ---- | ---- |
|         | Giro de Italia  | —    | —    | —    | —    | —    | —    | —    | 1.º  | —    |
|         | Tour de Francia | —    | —    | —    | 1.º  | 1.º  | 2.º  | 2.º  | 1.º  | 1.º  |
|         | Vuelta a España | —    | —    | 3.º  | —    | —    | —    | —    | —    | —    |

### Vueltas menores
| Carrera | Carrera                | 2017 | 2018 | 2019 | 2020 | 2021 | 2022 | 2023 | 2024 | 2025 |
| ------- | ---------------------- | ---- | ---- | ---- | ---- | ---- | ---- | ---- | ---- | ---- |
|         | Tour Down Under        | —    | —    | 13.º | —    | X    | X    | —    | —    | —    |
|         | París-Niza             | —    | —    | —    | —    | —    | —    | 1.º  | —    | —    |
|         | Tirreno-Adriático      | —    | —    | —    | —    | 1.º  | 1.º  | —    | —    | —    |
|         | Volta a Cataluña       | —    | —    | —    | X    | —    | —    | —    | 1.º  | —    |
|         | Vuelta al País Vasco   | —    | —    | 6.º  | X    | 3.º  | —    | —    | —    | —    |
|         | Critérium del Dauphiné | —    | —    | —    | 4.º  | —    | —    | —    | —    | 1.º  |

### Clásicas, Campeonatos y JJ.OO.
| Strade Bianche          | Strade Bianche          | —             | —             | 30.º          | 13.º          | 7.º  | 1.º  | —    | 1.º | 1.º |    |    |
|                         | Milán-San Remo          | —             | —             | —             | 12.º          | —    | 5.º  | 4.º  | 3.º | 3.º |    |    |
| E3 Saxo Bank Classic    | E3 Saxo Bank Classic    | —             | —             | —             | X             | —    | —    | 3.º  | —   | —   |    |    |
| A Través de Flandes     | A Través de Flandes     | —             | —             | —             | X             | —    | 10.º | —    | —   | —   |    |    |
|                         | Tour de Flandes         | —             | —             | —             | —             | —    | 4.º  | 1.º  | —   | 1.º |    |    |
|                         | París-Roubaix           | —             | —             | —             | X             | —    | —    | —    | —   | 2.º |    |    |
| Amstel Gold Race        | Amstel Gold Race        | —             | —             | Ab.           | X             | —    | —    | 1.º  | —   | 2.º |    |    |
| Flecha Valona           | Flecha Valona           | —             | —             | 53.º          | 9.º           | —    | 12.º | 1.º  | —   | 1.º |    |    |
|                         | Lieja-Bastoña-Lieja     | —             | —             | 18.º          | 3.º           | 1.º  | —    | Ab.  | 1.º | 1.º |    |    |
| Clásica San Sebastián   | Clásica San Sebastián   | —             | —             | Ab.           | X             | —    | Ab.  | —    | —   | —   |    |    |
| Bretagne Classic        | Bretagne Classic        | —             | —             | —             | —             | —    | 89.º | —    | —   |     |    |    |
| Gran Premio de Quebec   | Gran Premio de Quebec   | —             | —             | —             | X             | X    | 24.º | —    | 7.º |     |    |    |
| Gran Premio de Montreal | Gran Premio de Montreal | —             | —             | —             | X             | X    | 1.º  | —    | 1.º |     |    |    |
|                         | Giro de Lombardía       | —             | —             | —             | —             | 1.º  | 1.º  | 1.º  | 1.º |     |    |    |
| JJ. OO. (Ruta)          | JJ. OO. (Ruta)          | No se disputó | No se disputó | No se disputó | No se disputó | 3.º  | ND   | ND   | —   | ND  | ND | ND |
| Mundial en Ruta         | Mundial en Ruta         | —             | —             | 18.º          | 33.º          | 37.º | 19.º | 3.º  | 1.º |     |    |    |
| Mundial Contrarreloj    | Mundial Contrarreloj    | —             | —             | —             | —             | 10.º | 6.º  | 21.º | —   |     |    |    |
| Europeo en Ruta         | Europeo en Ruta         | —             | —             | —             | —             | 5.º  | —    | —    | —   |     |    |    |
| Europeo Contrarreloj    | Europeo Contrarreloj    | —             | —             | —             | —             | 12.º | —    | —    | —   |     |    |    |
| Eslovenia en Ruta       | Eslovenia en Ruta       | —             | 6.º           | 7.º           | 2.º           | 5.º  | —    | 1.º  | —   | —   |    |    |
| Eslovenia Contrarreloj  | Eslovenia Contrarreloj  | 5.º           | 2.º           | 1.º           | 1.º           | 3.º  | —    | 1.º  | —   | —   |    |    |

—: No participa

Ab.: Abandona

X: No se disputó

### Récords y marcas personales
- Ciclista con más victorias en la clasificación de los jóvenes en el Tour de Francia, 2020,[38] 2021,[39] 2022[40] y 2023.[41]
- Primer ciclista en la historia en ganar Tour de Flandes, Amstel Gold Race y Flecha Valona en una misma temporada.
- Primer ciclista en la historia en ganar Lieja-Bastoña-Lieja, Giro de Italia, Tour de Francia, Campeonato Mundial de Ciclismo y el Giro de Lombardía en una misma temporada.[42]
- Primer ciclista en la historia en ganar dos Grandes Vueltas, dos Monumentos y el Campeonato Mundial de Ciclismo en una misma temporada.[43]
- Segundo ciclista en la historia en ganar Tour de Flandes y Lieja-Bastoña-Lieja en una misma temporada (2025), tras Eddy Merckx.[44]
- Tercer ciclista en la historia en ganar Lieja-Bastoña-Lieja y Giro de Lombardía en una misma temporada, tras Eddy Merckx y Moreno Argentin.
- Tercer ciclista en la historia en ganar las tres Clásicas de las Ardenas y el Tour de Francia, tras Eddy Merckx y Bernard Hinault.
- Tercer ciclista en la historia en ganar Giro de Italia, Tour de Francia y el Campeonato Mundial de Ciclismo en una misma temporada y denominada la Triple Corona, tras Eddy Merckx (1974) y Stephen Roche (1987).[45]
- Octavo ciclista en la historia en lograr ganar el doblete Giro de Italia-Tour de Francia en una misma temporada tras Fausto Coppi, Jacques Anquetil, Eddy Merckx, Bernard Hinault, Stephen Roche, Miguel Indurain y Marco Pantani. Además de ser el primero en lograrlo en el siglo XXI.[46]

## Premios y reconocimientos
- Bicicleta de Oro (2021, 2024)
- Trofeo Flandrien Internacional (2021, 2022, 2024)

## Equipos
- Ljubljana (2017-2018)
  - ROG-Ljubljana (2017)
  - Ljubljana Gusto Xaurum (2018)
- UAE Team Emirates (2019-)
  - UAE Team Emirates (2019-2024)
  - UAE Team Emirates XRG (2025-)